# Gambsheim
Gambsheim je občina v departmaju Bas-Rhin francoske regije Alzacija.
Leta 1990 je v občini živelo 3 707 oseb oz. 213 oseb/km².